# X-Men (игра, 1993)
X-Men — видеоигра в жанре платформер, разработанная компанией Western Technologies и изданная Sega и TecToy для игровой приставки Sega Mega Drive/Genesis в 1993 году. Является седьмой в серии игр о супергероях Людях Икс и основывается на сериях комиксов и мультсериалов.

## Сюжет
Профессор Чарльз Хавьер создаёт в особняке Людей Икс тренировочную зону — так называемую Опасную Комнату, представляющую собой помещение больших размеров, способное генерировать различные экстремальные ситуации. Здесь подопечные профессора могут попрактиковаться в своих способностях.
Неожиданно Опасная Комната вследствие неизвестных причин выходит из-под контроля: происходит генерация ситуаций, потенциально опасных для тренирующихся, и дальнейшие тренировки становятся невозможными. Впоследствии выясняется, что в исходный код программы помещения был запущен вирус, полностью переписавший его. Люди Икс узнают, что за этим стоит глава Братства Мутантов — суперзлодей Магнето. Теперь героям нужно остановить злодея.

## Игровой процесс
Игра представляет собой платформер, состоящий из 6 уровней. Уровни в игре — замкнутые локации, где основной задачей игрока является пройти её от начала до конца и сразиться с промежуточным и главным боссами. В начале игры герой оказывается в Опасной Комнате, из которой получает доступ к первому уровню.
Игрок может выбирать из четырёх основных героев — Гамбит, Ночной Змей, Росомаха и Циклоп. Кроме того, в игре встречаются дополнительные неигровые герои (Архангел, Марвел, Человек-лёд, Шельма и Шторм), а также шесть суперзлодеев (Апокалипсис, Ахаб, Джаггернаут, Залдан, Магнето, Моджо, Падальщик и Саблезубый).
Для каждого персонажа характерны определённые способности: Циклоп может атаковать противников оптическими лучами, Росомаха — адамантиевыми когтями, Гамбит — шестом и картами. Кроме того, Ночной Змей способен телепортироваться на определённые расстояния (с помощью этого он может миновать значительную часть уровня), а Росомаха — восстанавливать повреждения.
Героям противостоят различные противники, среди которых монстры и приспешники злодеев. Враги обладают различным запасом здоровья и способами атак. В конце (а также примерно в середине) уровней находятся промежуточные боссы и главные боссы, которые гораздо сильнее любого врага и самого героя; как и протагонист, каждый из боссов имеет характерный только для него набор спецприёмов. Например, Джаггернаут атакует игрока таранящими ударами, а Залдан — плазменными шарами.
В игре присутствуют логические элементы: например, чтобы открыть перегородку, нужно отыскать большой рубильник.

## Персонажи

### Люди Икс

#### Игровые персонажи
- Гамбит
- Ночной Змей
- Росомаха
- Циклоп

#### Поддержка
- Шельма
- Шторм
- Архангел
- Человек-лёд

#### Прочие
- Джин Грей
- Профессор Икс

### Злодеи
- Апокалипсис
- Ахаб
- Джаггернаут
- Залдан
- Магнето
- Моджо
- Падальщик
- Саблезубый

## Разработка

### Графика
- двухмерная 2D.

### Саундтрек
Вся музыка в игре была написана Флетчером Бизли с использованием системы G. E. M. S. (Genesis Emulation Music Software), которая могла взаимодействовать с чипом синтезатора Yamaha 2612 FM synthesizer chip на Sega Genesis и могла использоваться для прямого воспроизведения звуков через Genesis.

## Оценки
Игра получила различные оценки критиков.
Журналы Game Fan Magazine и Power Unlimited оценили игру достаточно высоко — 86 баллов из 100 и 8,2 балла из 10, отметив, что она сочетает в себе отличную графику и интересный геймплей. Информационный сайт Sega-16.com поставил игре оценку 8 баллов из 10, указав, что «у неё больше достоинств, чем у последующей X-Men 2: Clone Wars» и добавив, что «Sega создала цельный платформер, со своими достоинствами и недостатками». Другой сайт, All Game Guide оценил игровой процесс, спецприёмы героев и иные компоненты в 70 баллов из 100.
Информационный сайт GameRankings.com, основываясь на рецензиях от EGM и Sega-16, поставил игре итоговую оценку 73 балла из 100.
При этом сайт The Video Game Critic поставил игре довольно низкую оценку — 25 баллов из 100 (что соответствует оценке D). Рецензенты указали на плохую прорисовку героев (так что «нельзя выяснить, кто есть кто») и фонов (которые «выглядят обычными и тусклыми»), а также на недостаток сглаживания (персонажи получились «с зерном», — правда, не очень заметным). Музыку критики охарактеризовали как «раздражающую», звуковые эффекты — как «худшие». Также среди недостатков была названа высокая сложность «даже на лёгком уровне», что объяснялось неожиданностью атак противников, от которых трудно защититься, и обилием ловушек уже на первом уровне. Наконец, режим двух игроков был встречен очень прохладно, поскольку тот «не работает так хорошо, как ожидалось». Среди достоинств было названо только управление, хотя рецензенты оговорились, что управлять способностью Ночного Змея к телепортации не очень удобно.